# Alfred Nier
Alfred Otto Carl Nier (Saint Paul (Minnesota), 28 mei 1911 –  Minneapolis, 16 mei 1994) was een Amerikaans natuurkundige die de massaspectrometrie aanzienlijk verbeterde en de techniek toepaste bij onderzoek naar kernsplijting, astrofysica, isotopengeochemie en geochronologie.

## Leven en werk
Nier was een zoon van Duitse immigranten. Ondanks de slechte financiële positie van zijn ouders stelden ze hem toch in staat te studeren aan de Universiteit van Minnesota, waar hij een bachelorgraad haalde in de elektrotechniek in 1931. Vanwege het tekort aan banen tijdens de Grote Depressie besloot hij een studie natuurkunde te volgen. Hij raakte daarbij geïnteresseerd in massaspectrometrie.
Zijn onderzoek in de spectrometrie bleef niet onopgemerkt en in 1936 kreeg hij een beurs om zijn werk aan Harvard voort te zetten. In 1938 publiceerde hij baanbrekende metingen van de relatieve concentraties van de isotopen van uranium. Deze gegevens zouden later door Fritz Houtermans en Arthur Holmes worden gebruikt bij het bepalen van de ouderdom van de Aarde.
Datzelfde jaar keerde hij terug naar de University of Minnesota om dichter bij zijn familie te zijn. In 1940 produceerde hij, op verzoek van Enrico Fermi, met hulp van een aantal van zijn studenten een kleine hoeveelheid puur uranium-235 voor John Ray Dunning aan Columbia-universiteit. Het radioactieve materiaal werd overigens met de post naar Dunning verzonden, die aan de hand ervan ontdekte dat deze isotoop door kernsplijting verantwoordelijk is voor het meeste radioactief verval in uranium, en niet het veel vaker voorkomende uranium-238. Dit was een belangrijke stap in de ontwikkeling van de atoombom.
Nier was op nog een manier betrokken bij het Manhattanproject. Van 1943 tot 1945 werkte hij in New York aan de ontwikkeling van effectieve massaspectrometers die tijdens de bouw van de atoombom gebruikt zouden worden.
Na de oorlog keerde hij weer terug naar Minnesota om zich te richten op onderzoek van verschillende natuurverschijnselen met behulp van massaspectrometrie. Hij onderzocht onder andere de ouderdom van gesteenten (geochronologie) en meteorieten, processen in de bovenste delen van de aardatmosfeer, astrofysica en edelgassen.
Nier overleed aan de gevolgen van een verkeersongeluk.

## Erkenning
Nier was lid van de National Academy of Sciences. De Meteoritical Society heeft een wetenschapsprijs, de Nier Prize, naar hem genoemd. Hij ontving een eredoctoraat van de University of Minnesota in 1980.